# Герб Добровеличківського району
Герб Добровели́чківського райо́ну — один з офіційних символів Добровеличківського району Кіровоградської області. Затверджений 7 вересня 2001 року. 
Автори — В. Кривенко та К. Шляховий.

## Опис герба
|  | У синьому полі три срібні вузькі увігнуті балки, над ними золота восьмипроменева зірка, внизу — золотий козацький хрест. Щит увінчано золотим пшеничним снопом, оточеним двома золотими калиновими галузками, що символізують красу і багатство краю. Дубове листя у вінку означає витривалість, силу. Девіз — "Добро і велич воєдино" — у вигляді гасла передає назву району. |

## Символіка герба
Застосований різновид давньої лицарської емблеми Леліви, яку мали у своєму гербі засновники поселення, представники відомого козацького роду Величковських. Півмісяць в гербі інтерпретовано у три увігнуті балки — символ трьох головних річок — Кагарлика, Сухого Ташлика та Чорного Ташлика. Традиційні для Леліви кольори означають: золотий — добро, синій — велич, що перегукуються з назвою району.